# زعفران مرغزار

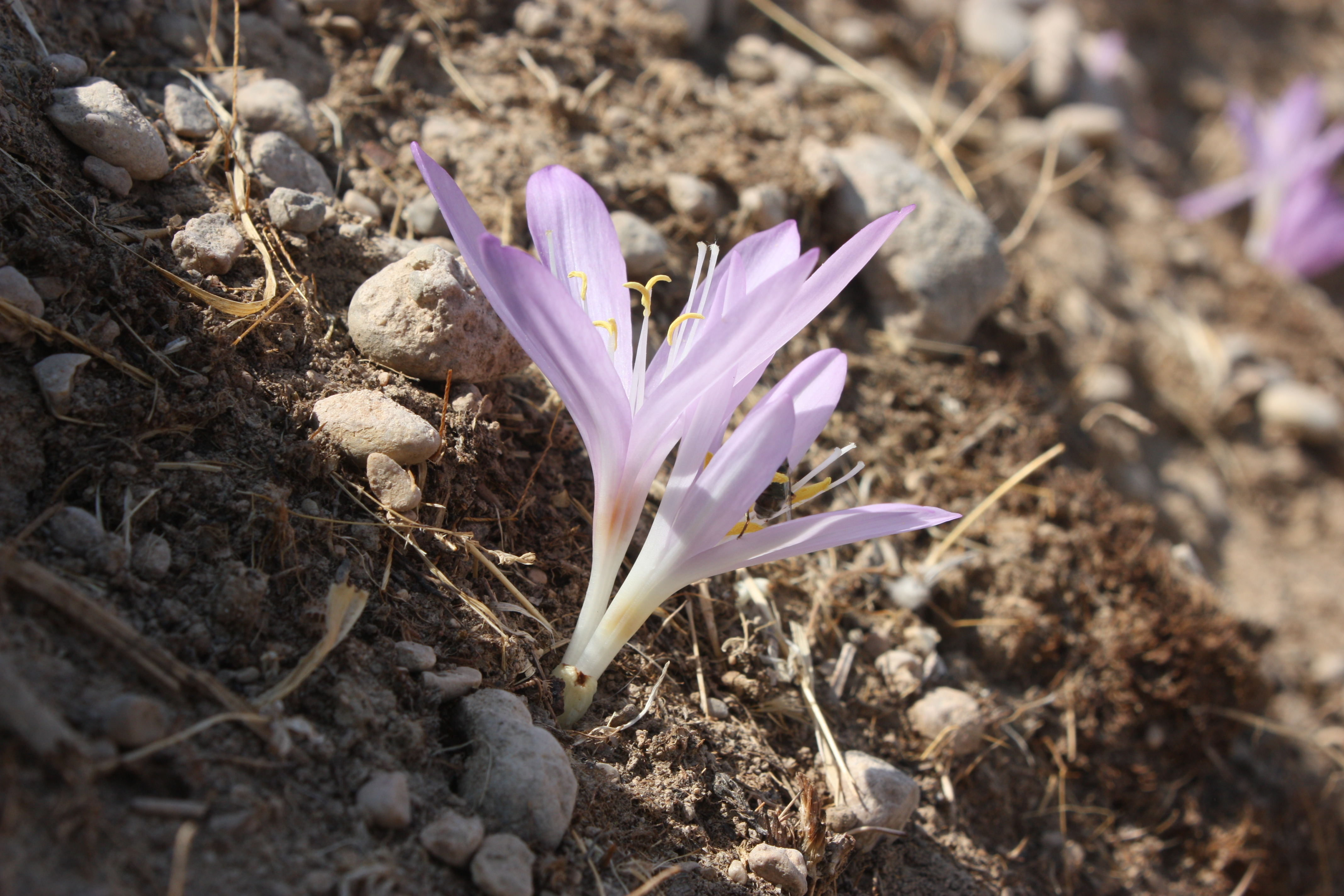
زعفران مرغزار خودرو در بهبهان

زعفران مرغزار، زعفران خزان، بانوی عریان، سورنجان «به عربی:اللحلاح الخریفی، السورنجان الخریفی» (نام علمی: Colchicum autumnale) نام یک گونه از سرده سورنجان است. این گل شبیه گیاه زعفران است. این گیاه دارویی در کتاب قانون در طب بوعلی سینا در جلد دوم و صفحه ۲۴۱ به نام سورنجان به سال ۱۰۱۰ (میلادی) توصیف علمی گردیده‌است. و سپس در سال ۱۷۲۳ (میلادی) توسط کارل لینه از نو توصیف علمی گردید. اولین بار این گیاه و کاربرد پزشکی آن در یک پاپیروس مصری Ebers Papyrus به سال ۱۵۰۰ قبل از میلاد مسیح (۳۵۰۰ سال پیش) و سپس توسط طبیب یونانی Pedanius Dioscorides در قرن اول میلادی برای درمان نقرس توصیف شده‌است.
ماده موثره موجود در این گیاه کلشیسین نام دارد و در داروخانه‌ها موجود است.

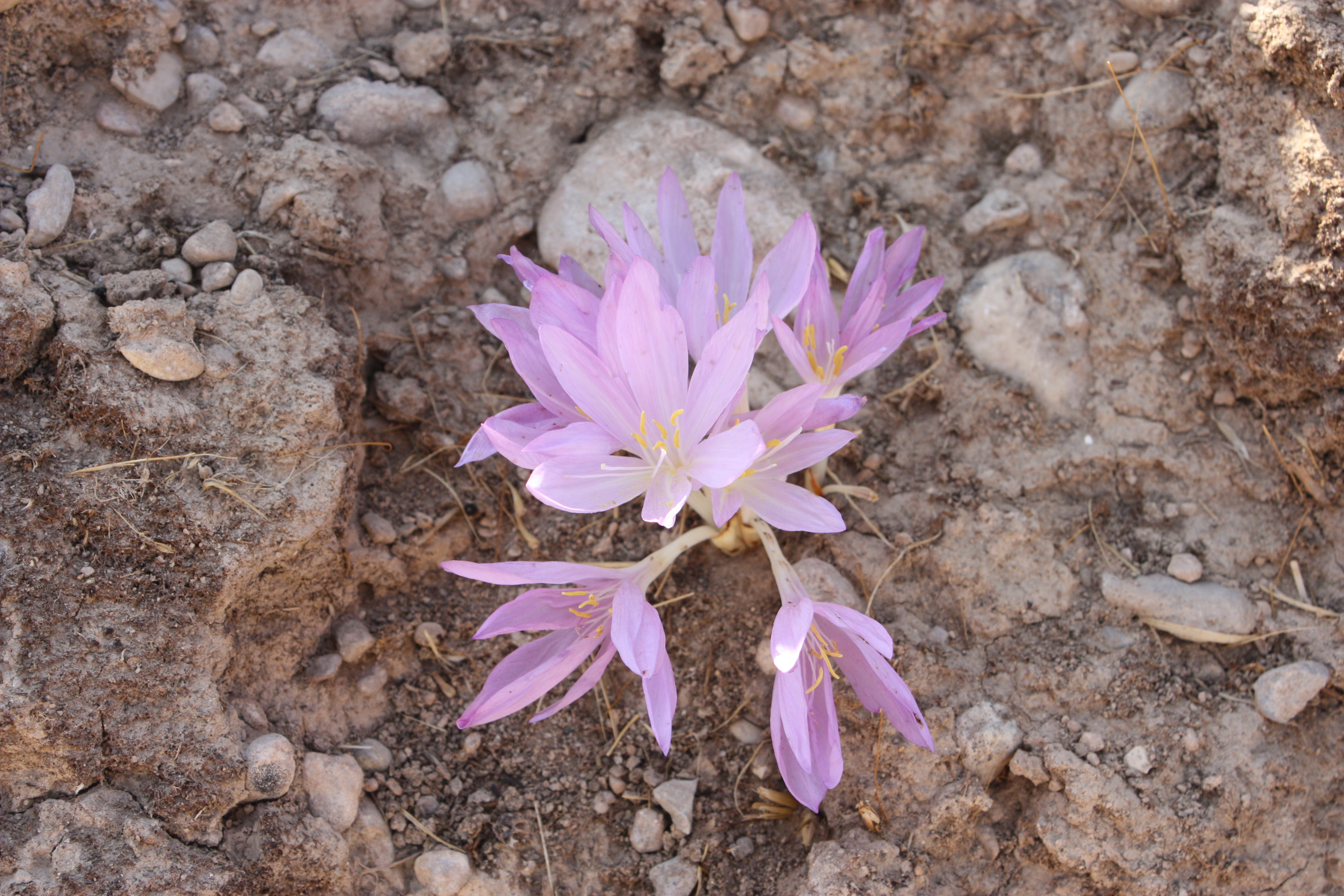
زعفران مرغزار خودرو در بهبهان

این گیاه به صورت خودرو در اطراف شهر بهبهان می‌روید که فصل گل‌دهی آن حدود آبان‌ماه است.

## نگارخانه

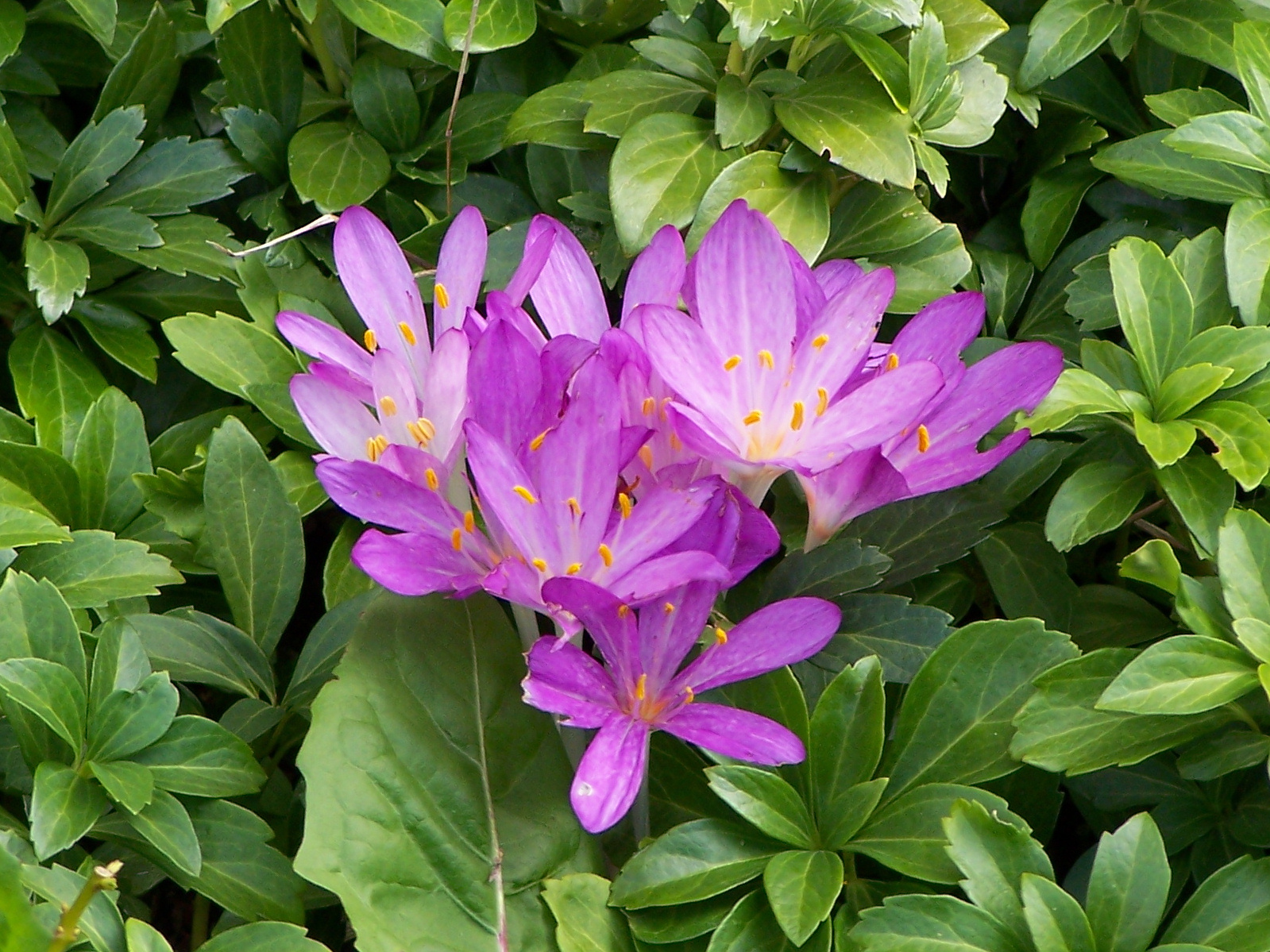
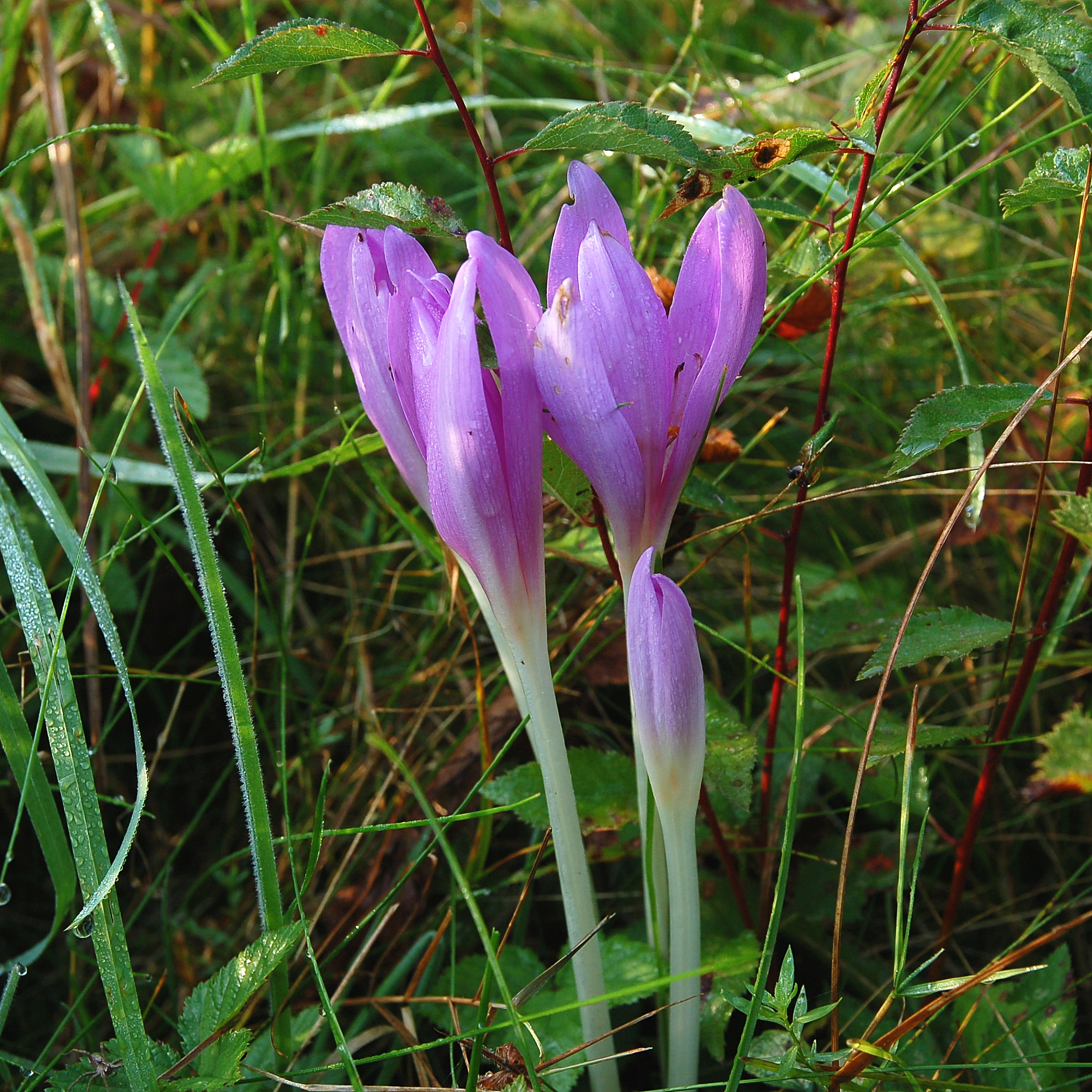
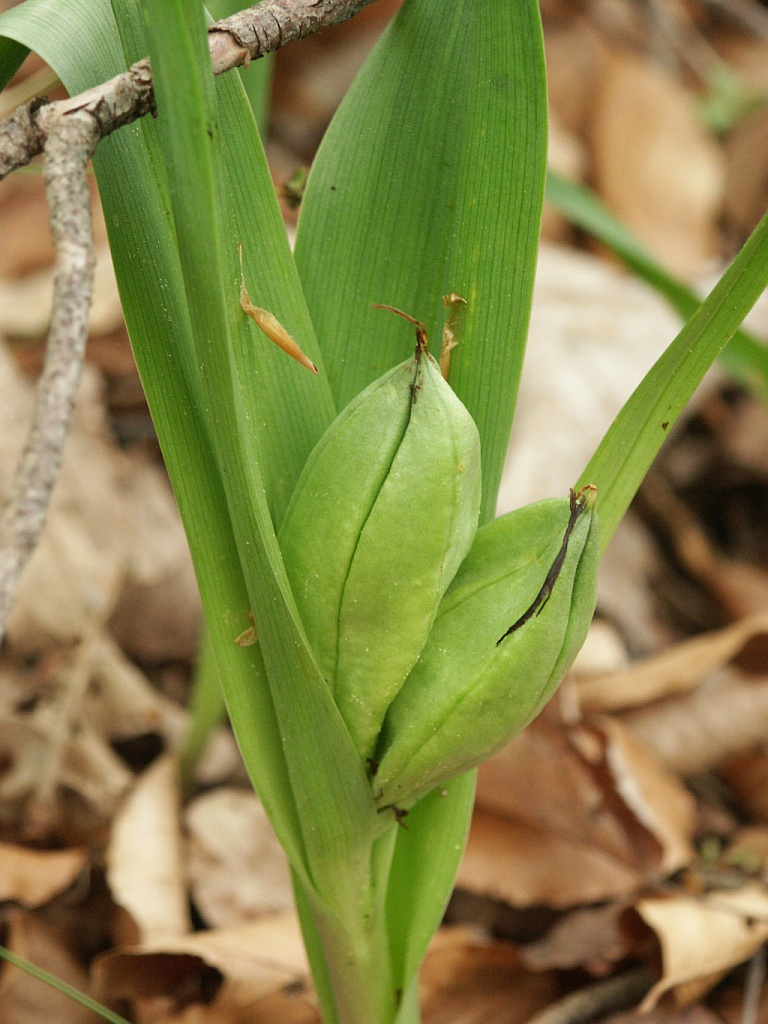
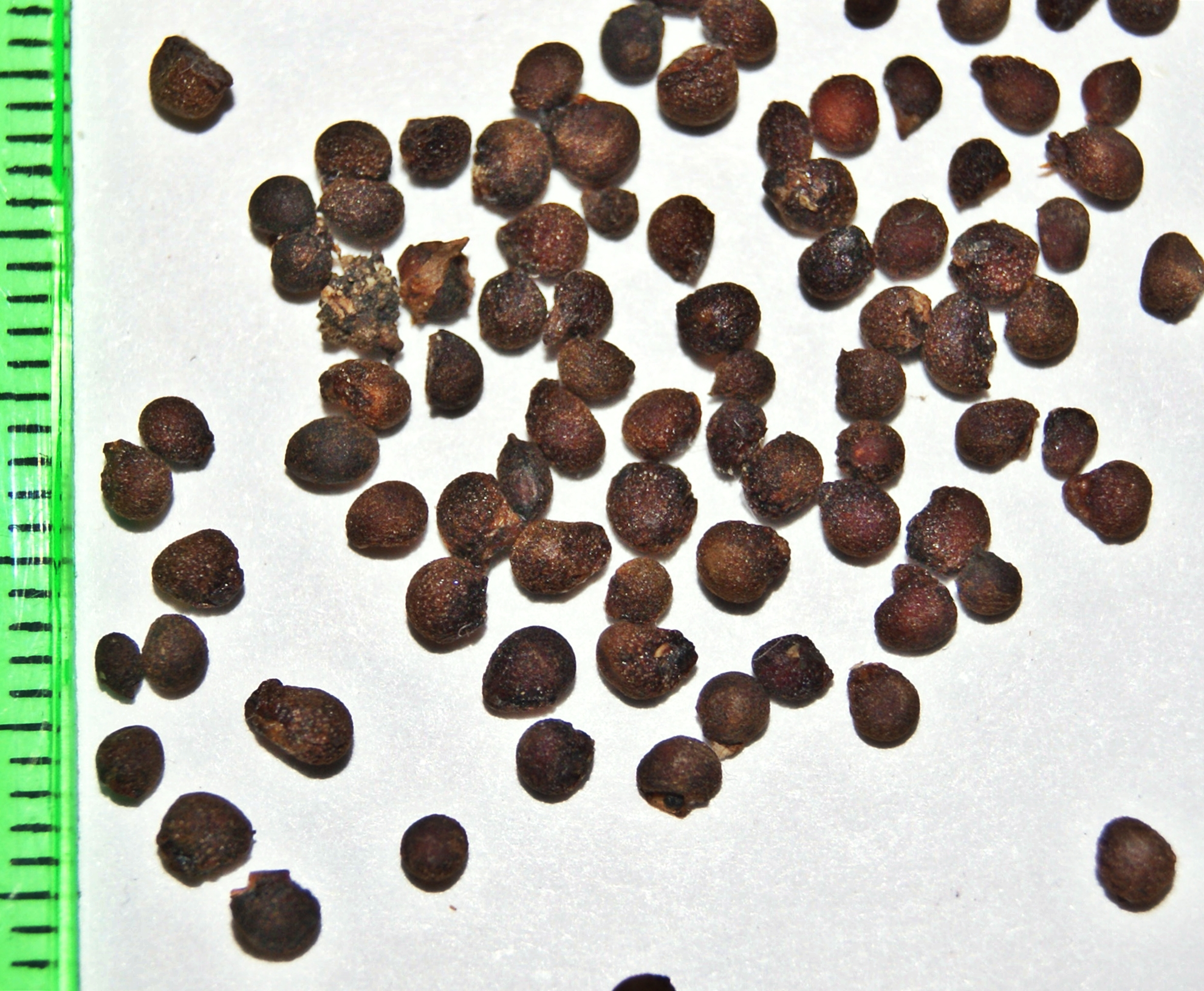
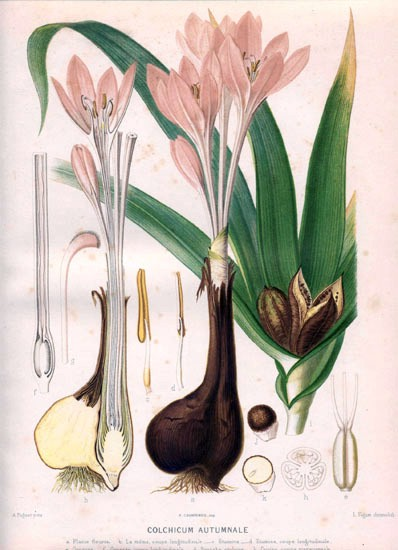
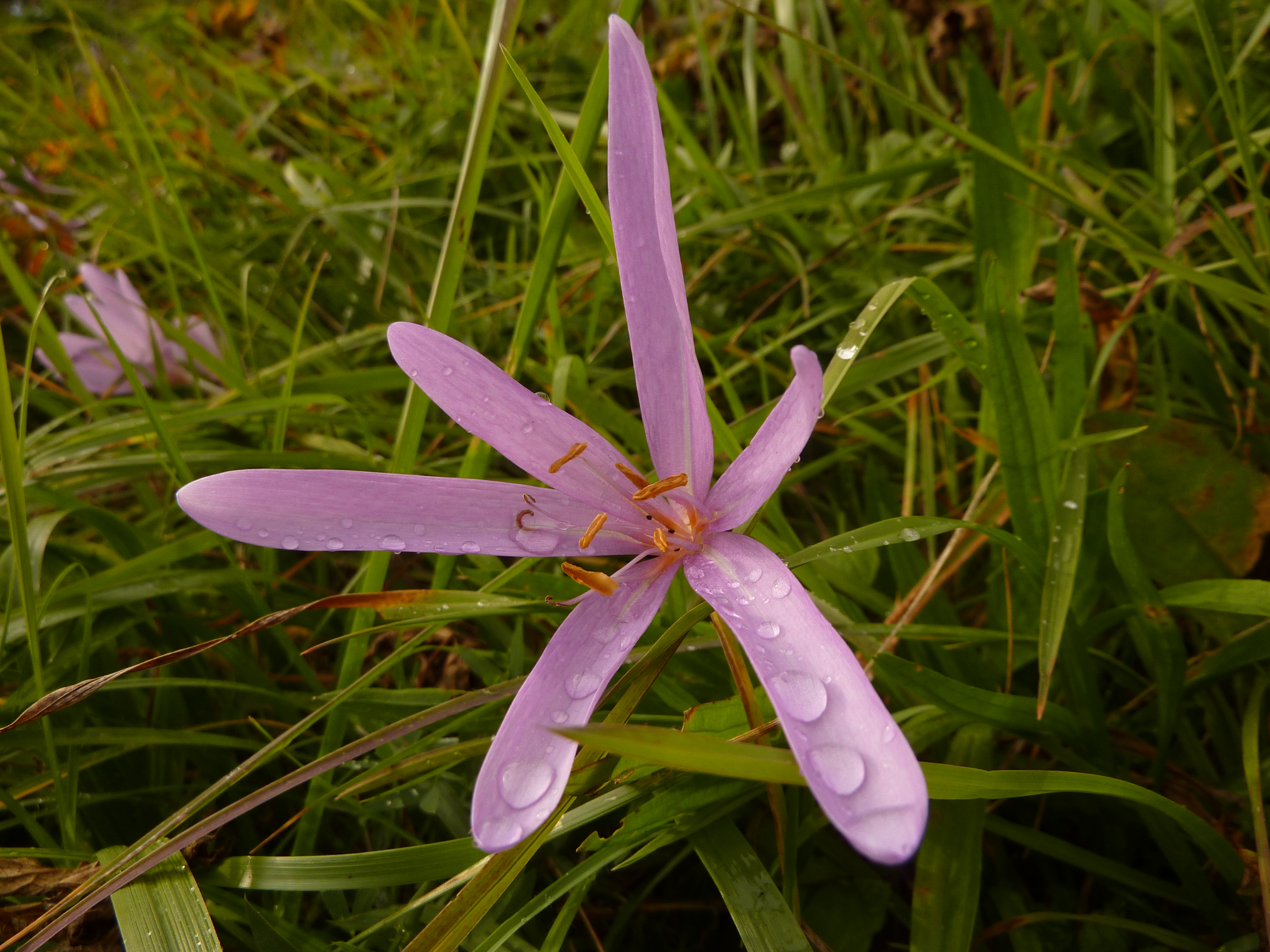
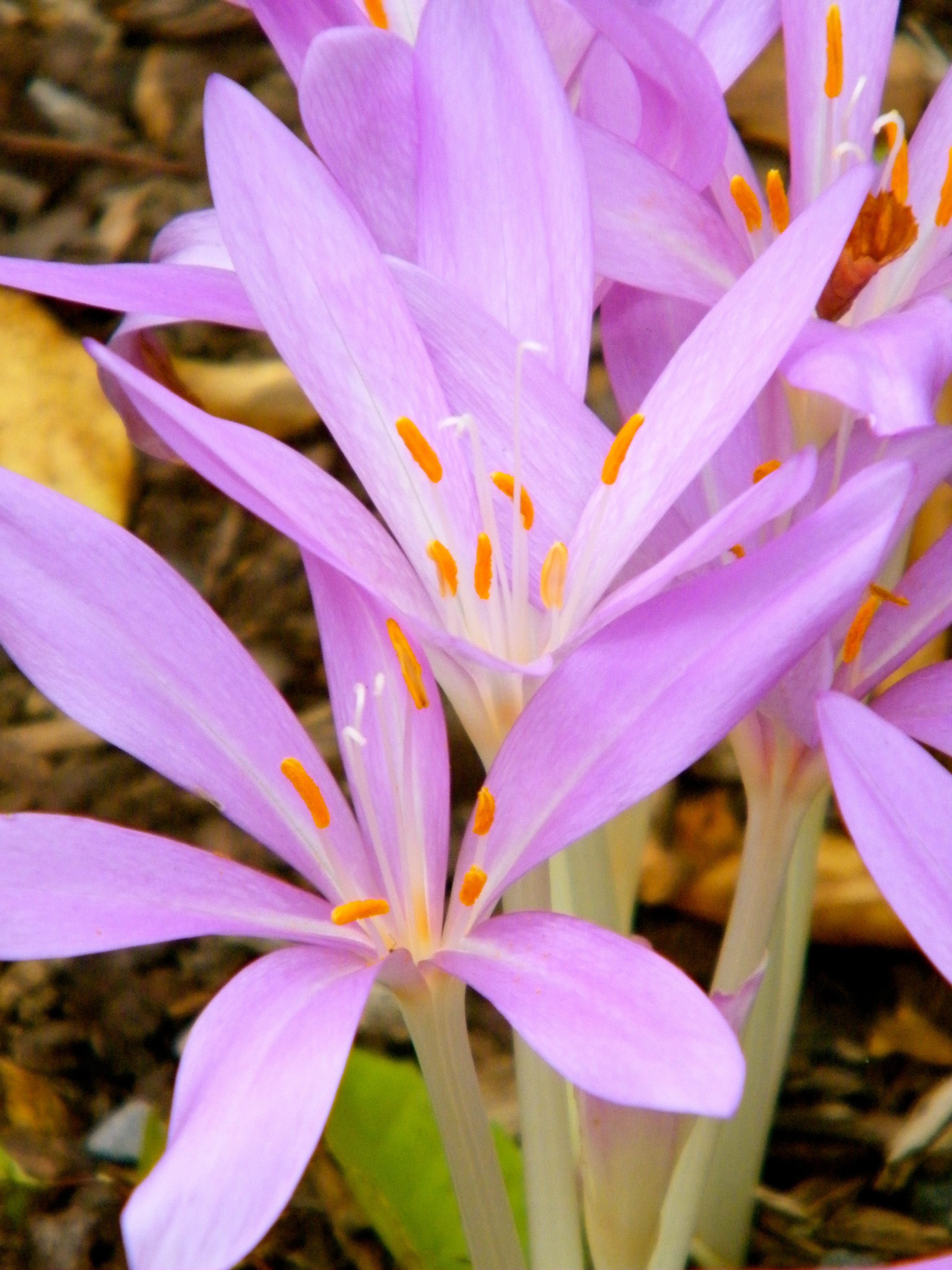
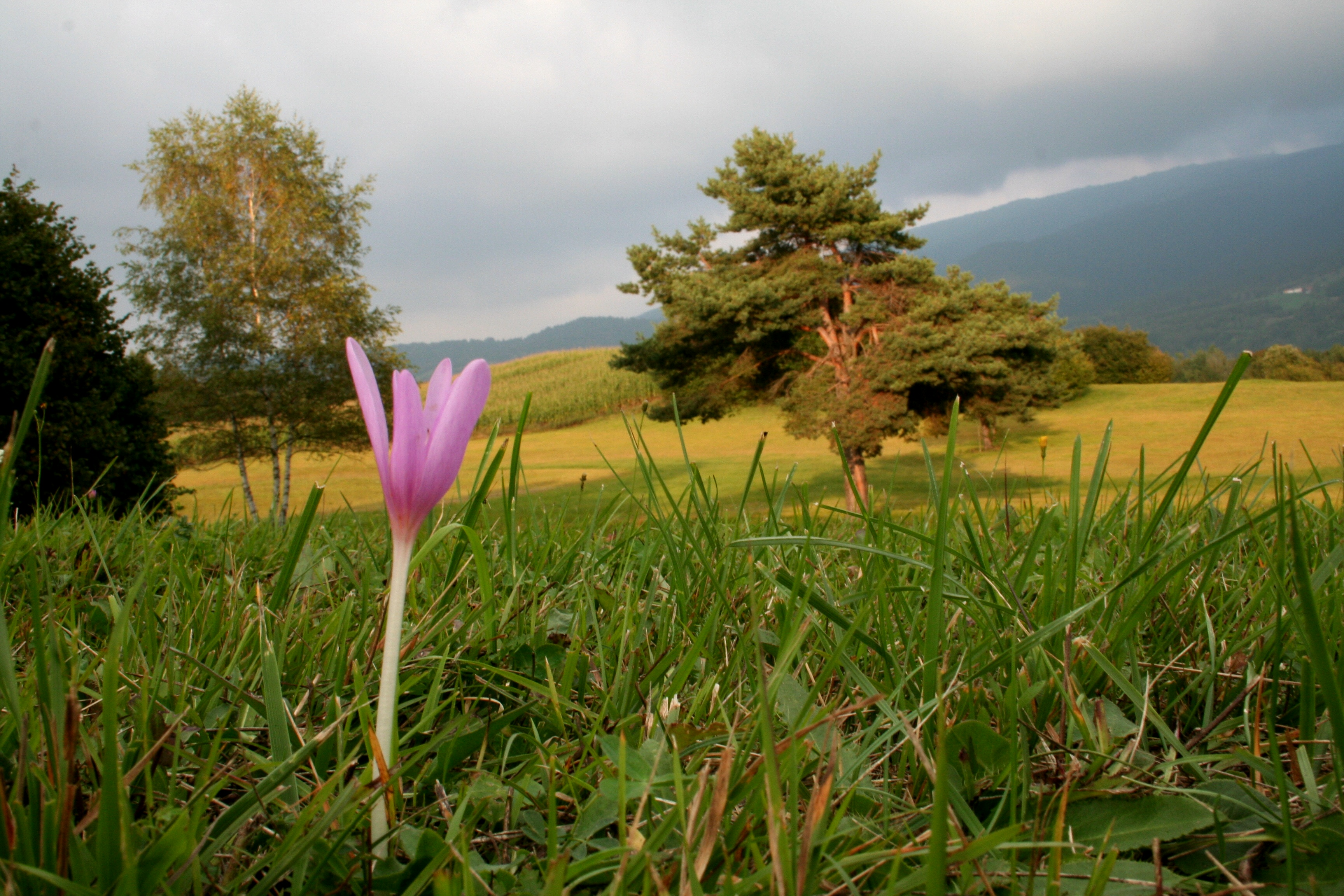
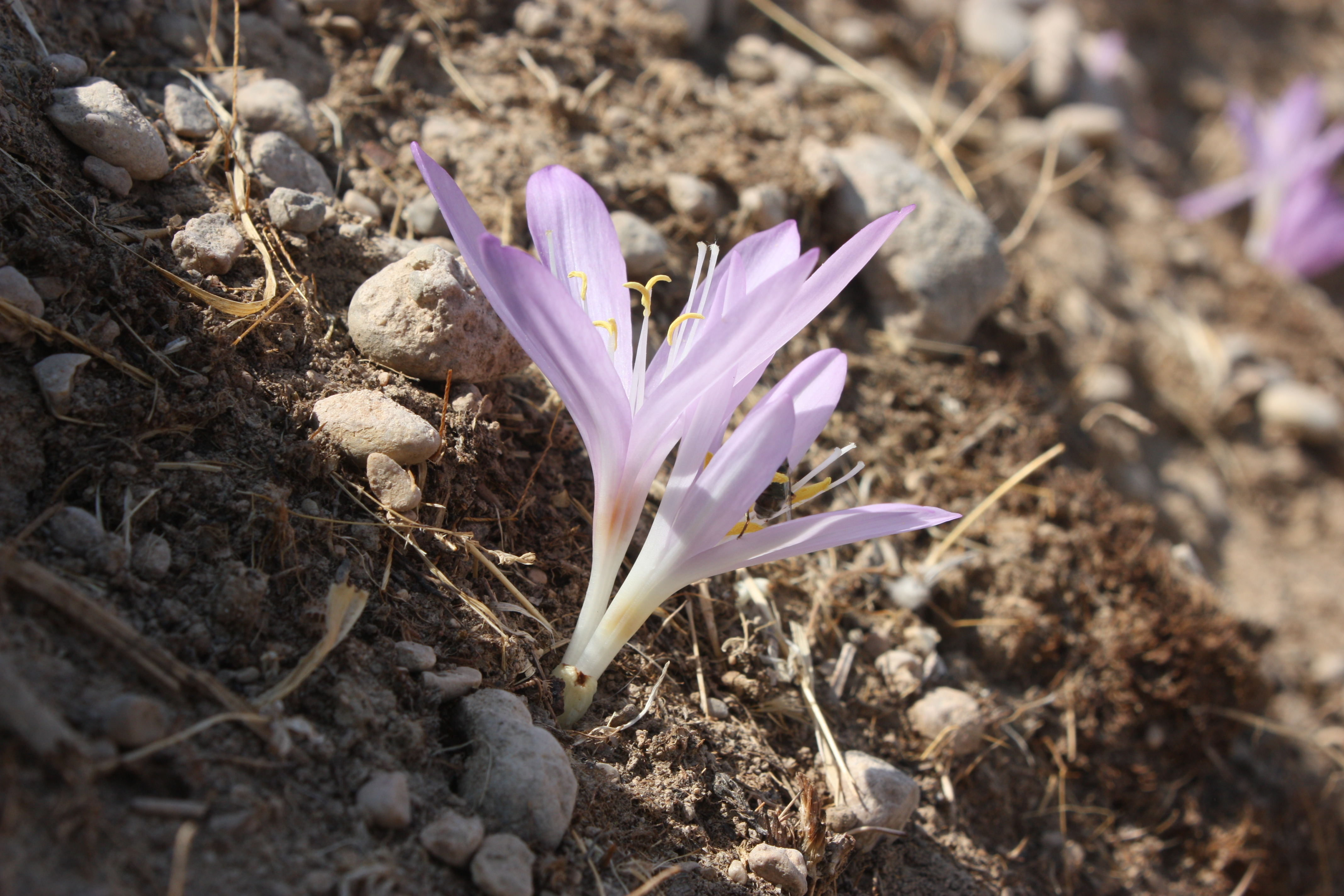
زعفران مرغزار خودرو در بهبهان
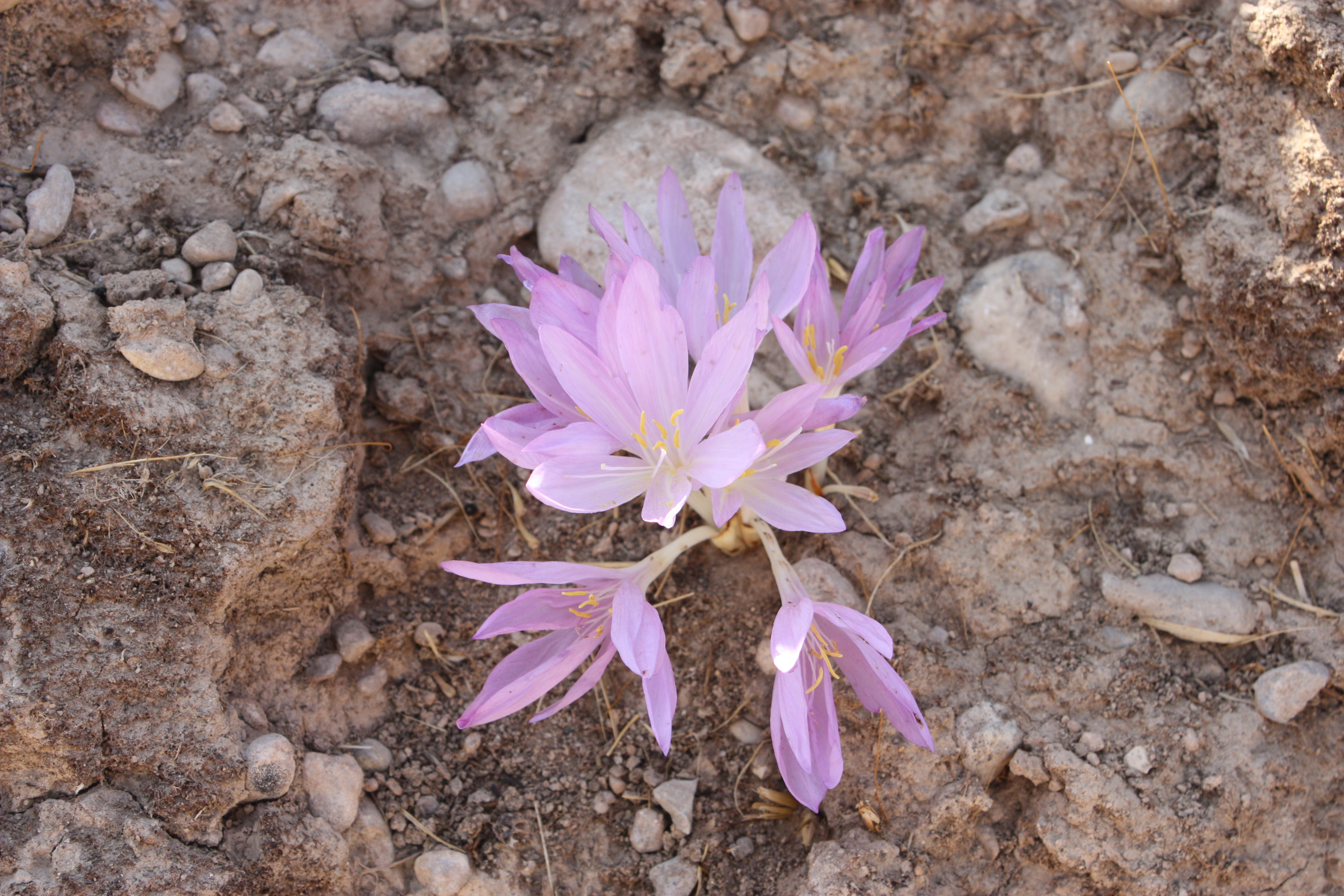
زعفران مرغزار خودرو در بهبهان